# Radcliffe-on-Trent
Radcliffe-on-Trent è un villaggio e parrocchia civile dell'Inghilterra, appartenente alla contea del Nottinghamshire.